# ایوار ارونسون
ایوار ارونسون (انگلیسی: Ivar Aronsson؛ ۲۴ مارس ۱۹۲۸ – ۶ فوریهٔ ۲۰۱۷) ورزشکار روئینگ اهل سوئد بود.
وی در مسابقات کشوری و بین‌المللی در مجموع برندهٔ ۳ مدال نقره شده‌است.